# Giro d’Italia 2022/12. Etappe
Die 12. Etappe des Giro d’Italia 2022 fand am 19. Mai 2022 statt und führte die Fahrer auf der längsten Etappe der 105. Austragung des italienischen Etappenrennens an die italienische Riviera. Vom Startort Parma ging es über 204 Kilometer und 2600 Höhenmeter nach Genua. Im Ziel hatten die Fahrer insgesamt 2086,2 Kilometer absolviert, was 60,5 % der Gesamtdistanz der Rundfahrt entsprach. Die Organisatoren bewerteten die Schwierigkeit der Etappe mit drei von fünf Sternen (bassa difficoltà).

## Streckenführung
Der neutralisierte Start erfolgte in Parma vor dem Palazzo della Pilotta. Anschließend ging es über die Strada della Repubblica vorbei am Palazzo del Governatore. Über die Ponte di Mezzo ging es weiter zum Piazzale Santa Croce, ehe die Fahrer Parma über die SS62 in Richtung Südwesten verließen.
Der offizielle Start erfolgte nach 6,6 gefahrenen Kilometern auf der SS62 bei Scarzara. Die Strecke führte wenig später ins Val di Taro und folgte dem Fluss Taro stromaufwärts. In Borgo Val di Taro wurde nach 56,9 Kilometern der erste Zwischensprint ausgefahren. Anschließend ging es weiter dem Fluss entlang bis zum Passo del Bocco (957 m), wo eine Bergwertung der 3. Kategorie abgenommen wurde. Bei der Überquerung des Passes hatten die Fahrer bereits 97,6 leicht ansteigende Kilometer absolviert. Entscheidend waren jedoch nur die letzten sechs Kilometer, die eine Steigung von 4 % aufwiesen. Nach der Bergwertung ging es bergab in Richtung des Tyrrhenischen Meeres, doch noch führte die Strecke nicht an die Küste. Bei Carasco ging es in Richtung Norden, ehe die Fahrer nach 134,9 Kilometern in Ferrada den zweiten Zwischensprint erreichten. Anschließend begann die Straße wieder anzusteigen und bei Kilometer 151,7 wurde mit dem Anstieg La Colletta (615 m) bei Sottocolle eine weitere Bergwertung der 3. Kategorie überquert. Danach ging es über Bargagli und Cavassolo bergab in ins Umland von Genua. Mit dem Valico di Trensasco (392 m) stand jedoch noch eine Bergwertung der 3. Kategorie auf dem Programm. Dieser 4,3 Kilometer lange Anstieg wies eine durchschnittliche Steigung von 8 % auf und wurde 30,6 Kilometer vor dem Ziel überquert. Die anschließende technisch anspruchsvolle Abfahrt über Piccarello führte die Fahrer zum Polcevera, dem sie stromabwärts an die Küste folgten. Die letzten Kilometer führten Richtung Süden durch das Ballungsgebiet von Genua. Vorbei am Hafen und dem Aquarium führte die Strecke bis zum Palasport di Genova, wo die Fahrer von der Küste nach links in die Innenstadt abbogen. Einen Kilometer vor dem Ziel folgte nach dem Piazza della Vittoria eine weitere Linkskurve. Die Ziellinie befand sich anschließend auf der leicht ansteigenden Via 20 Settembre kurz vor dem Piazza De Ferrari.
|                            | Ort                 | Kilometer | Länge (km) | Höhe (m) | Ø Steigung | max. Steigung |
| -------------------------- | ------------------- | --------- | ---------- | -------- | ---------- | ------------- |
| neutraler Start            | Parma               | −6,6      |            |          |            |               |
| offizieller Start          | Scarzara            | 0         |            |          |            |               |
| Zwischensprint             | Borgo Val di Taro   | 56,9      |            |          |            |               |
| Bergwertung (3. Kategorie) | Passo del Bocco     | 97,6      | 6          | 957      | 4 %        | unbekannt     |
| Zwischensprint             | Ferrada             | 134,9     |            |          |            |               |
| Bergwertung (3. Kategorie) | La Colletta         | 151,7     | 9          | 615      | 4,3 %      | unbekannt     |
| Bergwertung (3. Kategorie) | Valico di Trensasco | 173,4     | 4,3        | 392      | 8 %        | 12 %          |
| Ziel                       | Genua               | 204       |            |          |            |               |

## Rennverlauf und Ergebnis
Caleb Ewan (Lotto Soudal) nahm die 12. Etappe nicht in Angriff, er beendete den Giro d’Italia 2022 vorzeitig ohne einen Etappensieg. Nach dem scharfen Start kam es zu mehreren Attacken aus dem Hauptfeld. Es konnte sich jedoch keine Gruppe lösen und das Hauptfeld erreichte geschlossen den ersten Zwischensprint in Borgo Val di Taro nach 56,9 Kilometern. Diesen sicherte sich der Führende in der Punktewertung, Arnaud Démare (Groupama-FDJ) vor Fernando Gaviria (UAE Team Emirates) und Simone Consonni (Cofidis). Nach dem Zwischensprint forcierte die Mannschaft Alpecin-Fenix das Tempo und zog das Fahrerfeld in die Länge. Nach rund 60 Kilometern löste sich schließlich eine Ausreißergruppe in der 22 Fahrer vertreten waren. Den Sprung in die Gruppe geschafft hatten (geordnet nach Rückstand im Gesamtklassement): Wilco Kelderman (Bora-hansgrohe), Lucas Hamilton, Matteo Sobrero (beide Team BikeExchange-Jayco), Bauke Mollema (Trek-Segafredo), Santiago Buitrago, Jasha Sütterlin (beide Bahrain Victorious), Rein Taaramäe, Lorenzo Rota (Intermarché-Wanty-Gobert Matériaux), Gijs Leemreize, Pascal Eenkhoorn (Jumbo-Visma), Vincenzo Albanese (Eolo-Kometa Cycling Team), Stefano Oldani, Mathieu van der Poel, Oscar Riesebeek (alle Alpecin-Fenix), Will Barta (Movistar Team), Valerio Conti (Astana Qazaqstan Team), Andrea Vendrame (AG2R Citroën Team), Magnus Cort Nielsen (EF Education-EasyPost), Simone Consonni (Cofidis), Davide Ballerini (Quick-Step Alpha Vinyl Team), Nico Denz (Team DSM) und Michael Schwarzmann (Lotto Soudal).
Dahinter versuchten Alessandro De Marchi (Israel-Premier Tech) und Dries De Bondt (Alpecin-Fenix) zu der Spitzengruppe aufzuschließen. Die beiden wurden jedoch bald vom Hauptfeld gestellt, indem die Mannschaft Bardiani CSF Faizanè das Tempo machte, um die Spitzengruppe wieder einzuholen. 132 Kilometer vor dem Ziel griffen Luca Covili, Davide Gabburo (beide Bardiani CSF Faizanè) und Edoardo Zardini (Drone Hopper-Androni Giocattoli) im Hauptfeld an und schlossen noch vor der Kuppe des Passo del Bocco zur Spitzengruppe auf, in der sich somit 25 Fahrern befanden. Die Bergwertung sicherte sich Bauke Mollema vor Pascal Eenkhoorn und Davide Ballerini. Dahinter erreichte das Hauptfeld mit einem Rückstand von rund fünf Minuten. In weiterer Folge stabilisierte sich die Rennsituation. Den zweiten Zwischensprint überquerte Stefano Oldani als erstes uns holte drei Sekunden Zeitbonifikation. Die weiteren Bonussekunden sicherten sich Bauke Mollema und Vincenzo Albanse.
Im zweiten Anstieg des Tages griff Lorenzo Rota 56 Kilometer vor dem Ziel an und löste sich von der Spitzengruppe. Der Italiener gewann die Bergwertung der 3. Kategorie und wurde wenig später in der Abfahrt von Stefano Oldani und Gijs Leemreize eingeholt, die sich die weiteren Punkte sicherten. Das Trio fuhr einen Vorsprung von 30 Sekunden heraus, während Davide Ballerini versuchte, alleine die Lücke zu schließen. Die restlichen Fahrer der Ausreißergruppe waren sich in der Nachführarbeit nicht einig und erreichten den letzten Anstieg des Tages mit einem Rückstand von rund 50 Sekunden. Im Anstieg zerfiel die Verfolgergruppe und Davide Ballerini wurde wieder gestellt. Es bildete sich eine Gruppe mit Wilco Kelderman, Lucas Hamilton, Santiago Buitrago und Bauke Mollema, die die Verfolgung auf die Spitzengruppe aufnahm. Sie konnten den Rückstand jedoch nicht entscheidend verringern und so sicherte sich Lorenzo Rot auch die dritte Bergwertung vor Stefano Oldani und Gijs Leemreize mit einem Vorsprung von knapp 40 Sekunden auf die Verfolgergruppe.
Auf der anschließenden Abfahrt und den letzten rund 20 Kilometern nach Genua änderte sich die Rennsituation nicht mehr. 900 Meter vor dem Ziel versuchte Gijs Leemreize seine Fluchtkollegen mit einem Antritt zu überraschen, wurde jedoch 600 Meter vor dem Ziel wieder gestellt. Im Anschluss belauerte sich das Trio, ehe Gijs Leemreize 300 Meter vor dem Ziel den Sprint eröffnete. Stefano Oldani kam 100 Meter vor dem Ziel aus dem Windschatten des Niederländers und gewann vor Lorenzo Rota. Für Stefano Oldani war es der erste Sieg in seiner Profi-Karriere. Das Hauptfeld erreichte das Ziel mit einem Rückstand von rund neun Minuten. Wilco Kelderman und Lucas Hamilton verbesserten sich zwar in der Gesamtwertung, doch Juan Pedro López (Trek-Segafredo) verteidigte das Rosa Trikot und die Nachwuchswertung. In der Punktwertung und Bergwertung behielten Arnaud Démare und Diego Rosa (Eolo-Kometa) ihre Trikots der Wertungsführenden.
| \| Etappenergebnis \| Etappenergebnis \| Etappenergebnis \| Etappenergebnis \| Etappenergebnis \| \| Fahrer \| Fahrer \| Land \| Team \| Zeit \| \| --------------- \| ----------------- \| --------------- \| ---------------------------------- \| --------------- \| \| 1. \| Stefano Oldani \| Italien \| Alpecin-Fenix \| 4 h 26 min 47 s \| \| 2. \| Lorenzo Rota \| Italien \| Intermarché-Wanty-Gobert Matériaux \| + 0 s \| \| 3. \| Gijs Leemreize \| Niederlande \| Jumbo-Visma \| + 2 s \| \| 4. \| Bauke Mollema \| Niederlande \| Trek-Segafredo \| + 57 s \| \| 5. \| Santiago Buitrago \| Kolumbien \| Bahrain Victorious \| + 57 s \| \| 6. \| Wilco Kelderman \| Niederlande \| Bora-Hansgrohe \| + 57 s \| \| 7. \| Lucas Hamilton \| Australien \| BikeExchange-Jayco \| + 57 s \| \| 8. \| Andrea Vendrame \| Italien \| AG2R Citroën Team \| + 1 min 44 s \| \| 9. \| Rein Taaramäe \| Estland \| Intermarché-Wanty-Gobert Matériaux \| + 1 min 49 s \| \| 10. \| Pascal Eenkhoorn \| Niederlande \| Jumbo-Visma \| + 2 min 55 s \| |                   |             |                                    |                 |
| |                   |             |                                    |                 |
| Quelle: ProCyclingStats |                   |             |                                    |                 |
| Etappenergebnis |                   |             |                                    |                 |
| Fahrer | Fahrer            | Land        | Team                               | Zeit            |
| 1. | Stefano Oldani    | Italien     | Alpecin-Fenix                      | 4 h 26 min 47 s |
| 2. | Lorenzo Rota      | Italien     | Intermarché-Wanty-Gobert Matériaux | + 0 s           |
| 3. | Gijs Leemreize    | Niederlande | Jumbo-Visma                        | + 2 s           |
| 4. | Bauke Mollema     | Niederlande | Trek-Segafredo                     | + 57 s          |
| 5. | Santiago Buitrago | Kolumbien   | Bahrain Victorious                 | + 57 s          |
| 6. | Wilco Kelderman   | Niederlande | Bora-Hansgrohe                     | + 57 s          |
| 7. | Lucas Hamilton    | Australien  | BikeExchange-Jayco                 | + 57 s          |
| 8. | Andrea Vendrame   | Italien     | AG2R Citroën Team                  | + 1 min 44 s    |
| 9. | Rein Taaramäe     | Estland     | Intermarché-Wanty-Gobert Matériaux | + 1 min 49 s    |
| 10. | Pascal Eenkhoorn  | Niederlande | Jumbo-Visma                        | + 2 min 55 s    |

## Gesamtstände
| \| Gesamtwertung \| Gesamtwertung \| Gesamtwertung \| Gesamtwertung \| Gesamtwertung \| \| Fahrer \| Fahrer \| Land \| Team \| Zeit \| \| ------------- \| ------------------ \| ------------- \| ---------------------------------- \| ---------------- \| \| 1. \| Juan Pedro López \| Spanien \| Trek-Segafredo \| 51 h 19 min 07 s \| \| 2. \| Richard Carapaz \| Ecuador \| Ineos Grenadiers \| + 12 s \| \| 3. \| João Almeida \| Portugal \| UAE Team Emirates \| + 12 s \| \| 4. \| Romain Bardet \| Frankreich \| Team DSM \| + 14 s \| \| 5. \| Jai Hindley \| Australien \| Bora-Hansgrohe \| + 20 s \| \| 6. \| Guillaume Martin \| Frankreich \| Cofidis \| + 28 s \| \| 7. \| Mikel Landa \| Spanien \| Bahrain Victorious \| + 29 s \| \| 8. \| Domenico Pozzovivo \| Italien \| Intermarché-Wanty-Gobert Matériaux \| + 54 s \| \| 9. \| Emanuel Buchmann \| Deutschland \| Bora-Hansgrohe \| + 1 min 09 s \| \| 10. \| Pello Bilbao \| Spanien \| Bahrain Victorious \| + 1 min 22 s \| |                    |             |                                    |                  |
| |                    |             |                                    |                  |
| Quelle: ProCyclingStats |                    |             |                                    |                  |
| Gesamtwertung |                    |             |                                    |                  |
| Fahrer | Fahrer             | Land        | Team                               | Zeit             |
| 1. | Juan Pedro López   | Spanien     | Trek-Segafredo                     | 51 h 19 min 07 s |
| 2. | Richard Carapaz    | Ecuador     | Ineos Grenadiers                   | + 12 s           |
| 3. | João Almeida       | Portugal    | UAE Team Emirates                  | + 12 s           |
| 4. | Romain Bardet      | Frankreich  | Team DSM                           | + 14 s           |
| 5. | Jai Hindley        | Australien  | Bora-Hansgrohe                     | + 20 s           |
| 6. | Guillaume Martin   | Frankreich  | Cofidis                            | + 28 s           |
| 7. | Mikel Landa        | Spanien     | Bahrain Victorious                 | + 29 s           |
| 8. | Domenico Pozzovivo | Italien     | Intermarché-Wanty-Gobert Matériaux | + 54 s           |
| 9. | Emanuel Buchmann   | Deutschland | Bora-Hansgrohe                     | + 1 min 09 s     |
| 10. | Pello Bilbao       | Spanien     | Bahrain Victorious                 | + 1 min 22 s     |

| Punktewertung | Punktewertung        | Punktewertung          | Punktewertung                   | Punktewertung |
| Fahrer        | Fahrer               | Land                   | Team                            | Punkte        |
| ------------- | -------------------- | ---------------------- | ------------------------------- | ------------- |
| 1.            | Arnaud Démare        | Frankreich             | Groupama-FDJ                    | 185 P.        |
| 2.            | Fernando Gaviria     | Kolumbien              | UAE Team Emirates               | 99 P.         |
| 3.            | Mark Cavendish       | Vereinigtes Königreich | Quick-Step Alpha Vinyl          | 96 P.         |
| 4.            | Mathieu van der Poel | Niederlande            | Alpecin-Fenix                   | 90 P.         |
| 5.            | Giacomo Nizzolo      | Italien                | Israel-Premier Tech             | 69 P.         |
| 6.            | Alberto Dainese      | Italien                | Team DSM                        | 67 P.         |
| 7.            | Filippo Tagliani     | Italien                | Drone Hopper-Androni Giocattoli | 58 P.         |
| 8.            | Simone Consonni      | Italien                | Cofidis                         | 55 P.         |
| 9.            | Thomas De Gendt      | Belgien                | Lotto-Soudal                    | 53 P.         |
| 10.           | Stefano Oldani       | Italien                | Alpecin-Fenix                   | 38 P.         |

| Bergwertung | Bergwertung        | Bergwertung | Bergwertung                     | Bergwertung |
| Fahrer      | Fahrer             | Land        | Team                            | Punkte      |
| ----------- | ------------------ | ----------- | ------------------------------- | ----------- |
| 1.          | Diego Rosa         | Italien     | Eolo-Kometa                     | 83 P.       |
| 2.          | Koen Bouwman       | Niederlande | Jumbo-Visma                     | 69 P.       |
| 3.          | Lennard Kämna      | Deutschland | Bora-Hansgrohe                  | 43 P.       |
| 4.          | Jai Hindley        | Australien  | Bora-Hansgrohe                  | 40 P.       |
| 5.          | Bauke Mollema      | Niederlande | Trek-Segafredo                  | 30 P.       |
| 6.          | Wout Poels         | Niederlande | Bahrain Victorious              | 27 P.       |
| 7.          | Natnael Tesfatsion | Eritrea     | Drone Hopper-Androni Giocattoli | 26 P.       |
| 8.          | Davide Formolo     | Italien     | UAE Team Emirates               | 25 P.       |
| 9.          | Romain Bardet      | Frankreich  | Team DSM                        | 21 P.       |
| 10.         | Eduardo Sepúlveda  | Argentinien | Drone Hopper-Androni Giocattoli | 19 P.       |

| Nachwuchswertung | Nachwuchswertung  | Nachwuchswertung | Nachwuchswertung       | Nachwuchswertung |
| Fahrer           | Fahrer            | Land             | Team                   | Zeit             |
| ---------------- | ----------------- | ---------------- | ---------------------- | ---------------- |
| 1.               | Juan Pedro López  | Spanien          | Trek-Segafredo         | 51 h 19 min 07 s |
| 2.               | João Almeida      | Portugal         | UAE Team Emirates      | + 12 s           |
| 3.               | Thymen Arensman   | Niederlande      | Team DSM               | + 1 min 27 s     |
| 4.               | Iván Sosa         | Kolumbien        | Movistar Team          | + 7 min 18 s     |
| 5.               | Santiago Buitrago | Kolumbien        | Bahrain Victorious     | + 9 min 30 s     |
| 6.               | Pavel Sivakov     | Frankreich       | Ineos Grenadiers       | + 11 min 54 s    |
| 7.               | Mauri Vansevenant | Belgien          | Quick-Step Alpha Vinyl | + 15 min 46 s    |
| 8.               | Gijs Leemreize    | Niederlande      | Jumbo-Visma            | + 17 min 58 s    |
| 9.               | Wadim Pronski     | Kasachstan       | Astana Qazaqstan Team  | + 22 min 12 s    |
| 10.              | Luca Covili       | Italien          | Bardiani CSF Faizanè   | + 24 min 24 s    |

| Mannschaftswertung | Mannschaftswertung                 | Mannschaftswertung           | Mannschaftswertung |
| Team               | Team                               | Land                         | Zeit               |
| ------------------ | ---------------------------------- | ---------------------------- | ------------------ |
| 1.                 | Intermarché-Wanty-Gobert Matériaux | Belgien                      | 53 h 49 min 23 s   |
| 2.                 | Bora-Hansgrohe                     | Deutschland                  | + 2 min 52 s       |
| 3.                 | Bahrain Victorious                 | Bahrain                      | + 7 min 09 s       |
| 4.                 | Trek-Segafredo                     | Vereinigte Staaten           | + 19 min 32 s      |
| 5.                 | Jumbo-Visma                        | Niederlande                  | + 19 min 45 s      |
| 6.                 | Ineos Grenadiers                   | Vereinigtes Königreich       | + 25 min 05 s      |
| 7.                 | Team DSM                           | Niederlande                  | + 25 min 21 s      |
| 8.                 | Movistar Team                      | Spanien                      | + 25 min 41 s      |
| 9.                 | Astana Qazaqstan Team              | Kasachstan                   | + 39 min 49 s      |
| 10.                | UAE Team Emirates                  | Vereinigte Arabische Emirate | + 44 min 52 s      |

## Ausgeschiedene Fahrer
- Caleb Ewan (Lotto Soudal): zwecks Vorbereitung auf die Tour de France 2022 nicht gestartet[4][5]